# Соснівщина (Червенський район)
Соснівщина (біл. вёска Сасноўшчына) — село в складі Червенського району Мінської області, Білорусь. Село підпорядковане Лядівській сільській раді, розташоване в центральній частині області.